# Zdeněk Zikán
Zdeněk Zikán (10 de noviembre de 1937 – 14 de febrero de 2013) fue un jugador de fútbol profesional checo que jugaba en la demarcación de delantero.

## Biografía
Debutó a los 18 años en el SK Motorlet Prague, equipo de su ciudad natal. Durante su carrera futbolística también jugó para varios clubes, incluyendo el 1. FK Příbram y el Dukla Praga. 

## Selección nacional
También llegó a ser convocado un total de cuatro veces y marcar cinco goles para la selección de fútbol de Checoslovaquia, incluyendo cuatro goles en tres partidos en la copa Mundial de Fútbol de 1958.

### Goles internacionales
| #  | Fecha               | Estadio                                | Oponente          | Resultado | Final    | Competición                    |
| -- | ------------------- | -------------------------------------- | ----------------- | --------- | -------- | ------------------------------ |
| 1. | 2 de abril de 1958  | Estadio Strahov, Praga, Checoslovaquia | Alemania Federal  | 3–2       | Victoria | Amistoso                       |
| 2. | 11 de junio de 1958 | Olympiastadion, Helsingborg, Suecia    | Alemania Federal  | 2–2       | Empate   | Copa Mundial de Fútbol de 1958 |
| 3. | 15 de junio de 1958 | Olympiastadion, Helsingborg, Suecia    | Argentina         | 6–1       | Victoria | Copa Mundial de Fútbol de 1958 |
| 4. | 15 de junio de 1958 | Olympiastadion, Helsingborg, Suecia    | Argentina         | 6–1       | Victoria | Copa Mundial de Fútbol de 1958 |
| 5. | 17 de junio de 1958 | Estadio de Malmö, Malmö, Suecia        | Irlanda del Norte | 2–1       | Derrota  | Copa Mundial de Fútbol de 1958 |

### Participaciones en Copas del Mundo
| Mundial                        | Sede   | Resultado      | Partidos | Goles |
| ------------------------------ | ------ | -------------- | -------- | ----- |
| Copa Mundial de Fútbol de 1958 | Suecia | Fase de grupos | 3        | 4     |

## Muerte
Zdeněk Zikán falleció el 14 de febrero de 2013 a la edad de 75 años.

## Clubes
| Club               | País            | Año         |
| ------------------ | --------------- | ----------- |
| SK Motorlet Prague | República Checa | 1955        |
| AC Sparta Praga    | República Checa | 1956        |
| SK Motorlet Prague | República Checa | 1956        |
| Dukla Praga        | República Checa | 1957        |
| 1. FK Příbram      | República Checa | 1957 - 1960 |
| FC Hradec Králové  | República Checa | 1960 - 1970 |
| MFK Chrudim        | República Checa | 1970        |